# Rivincita
Rivincita è un brano musicale hip hop del rapper italiano Marracash, pubblicato come secondo singolo estratto dall'album Fino a qui tutto bene. Il brano figura il featuring di Giusy Ferreri.
Nel brano entrambi gli artisti fanno uso dell'Auto-Tune.

## Il brano
Scritto da Marracash e prodotto da Deleterio, Rivincita è il terzo singolo ad essere estratto da Fino a qui tutto bene, secondo album di Marracash, pubblicato nel 2010. Il brano è stato reso disponibile per il download digitale e per l'airplay radiofonico a partire dal 1º ottobre 2010. Prima ancora della pubblicazione come singolo, il brano aveva attirato molta attenzione anche per via della partecipazione della cantante Giusy Ferreri.
Il significato del brano, come l'autore stesso ha detto, sono le numerose difficoltà (povertà, difficoltà con la scuola e nella socializzazione ecc...) e i sacrifici che l'artista di Barona ha dovuto superare prima di diventare famoso. Va infatti ricordato, che, prima di avere successo come rapper, egli svolgeva la professione di magazziniere.
Come spesso accade nella musica rap, il brano fa diversi riferimenti a personaggi ed aspetti della cultura pop. Marracash cita nel brano l'agente di spettacolo Lele Mora, il cantante Povia, Sting, il gruppo dei Police ed il marchio di abbigliamento Gucci Jeans. Nella parte finale del brano, il testo ricalca quello di Adesso tu di Eros Ramazzotti, che è infatti citato fra gli autori del brano. Marracash in un'intervista concessa a Radio Kiss Kiss ha commentato il brano di Eros Ramazzotti definendolo:
(Marracash)

## Il video
Il video musicale prodotto per Rivincita è stato presentato in anteprima il 7 ottobre 2010, sul canale YouTube di Marracash. Il video è diretto dal regista Cosimo Alemà.

## Tracce
Download digitale
1. Rivincita - 5:38